# 動脈 (アルバム)
『動脈』（どうみゃく）は、2006年8月23日 に『静脈』と同時にリリースされた、Syrup 16gのベストアルバムである。

## 概要
- 過去アルバムからの代表曲、シングルA面はもとより、本アルバム発売当時は廃盤となっていた「Free Throw」や、デビュー以前ハイラインレコーズで販売していたカセット音源、デモトラックなどもリマスタリングで収録し、オールキャリアベストと銘打って「静脈」とともに2枚同時にリリースされた。
- 2枚ともに心臓をモチーフにしたジャケットデザインで、「動脈」は赤、「静脈」は青いCDケースに収納されている。

## 収録曲
1. Everything is wonderful
『delayed』収録
2. リアル (Single ver.)
『Mouth to Mouse』収録
3. 天才
『coup d'Etat』収録
4. 負け犬
『COPY』収録
5. 正常
『HELL-SEE』収録バージョンとは違いイントロが省略されている
6. 落堕
『delayed』収録
7. 無効の日
『COPY』収録
8. サイケデリック後遺症
『delayed』収録
9. (I can’t) Change the world
『COPY』収録
10. AnotherDayLight
『coup d'Etat』アナログ盤のイントロとして収録されていたインスト曲。
11. coup d’Etat
『coup d'Etat』収録バージョンとは違いイントロが省略されている
12. 空をなくす
『coup d'Etat』収録
13. 真空 (Free Throw ver.)
『Free Throw』収録
14. She was beautiful
『COPY』収録
15. 汚れたいだけ
『coup d'Etat』収録バージョンとは違いアウトロが省略されている
16. You Say ‘No’ (デモ音源)
前ベーシスト・佐藤元章在籍時のデモ音源。

## 演奏
- 佐藤元章：Bass (#3.4.7.9.11-16)
- 河野圭：Programming (#2)
- 吉村秀樹 (bloodthirsty butchers)：Feedback Guitar (#2)